# Marius Pena
Marius George Pena (* 2. Mai 1985 in Bukarest) ist ein rumänischer ehemaliger Fußballspieler. Der Stürmer spielte auch kurze Zeit in Russland.

## Karriere
Die Karriere von Pena begann beim FC Național Bukarest, wo er bereits im Alter von 14 Jahren in den Kader der ersten Mannschaft, aber erst am 24. Mai 2003 zu seinem ersten Einsatz in der höchsten rumänischen Spielklasse, der Divizia A, kam. Im Sommer 2003 wechselte er zu Torpedo Moskau in die russische Premjer-Liga, kehrte aber bald nach Rumänien zurück. Dort spielte er zunächst in der zweiten Mannschaft von Rapid Bukarest in der Divizia C, ehe im Sommer 2004 in die Reserve von Rapid Bukarest kam, die in der Divizia B spielte. Dort erkämpfte er sich im Jahr 2005 einen Stammplatz und wechselte im Januar 2006 zum ambitionierten Ligakonkurrenten CSM Râmnicu Vâlcea. Mit seinem neuen Klub verpasste er den angestrebten Aufstieg.
Im Sommer 2006 verließ Pena Râmnicu Vâlcea bereits wieder und schloss sich CS Concordia Chiajna an. Dort stieg er zunächst in die Liga II auf, ehe ihm dort in der Spielzeit 2007/08 17 Tore gelangen und mit seiner Mannschaft den fünften Platz belegte. Dadurch erhielt er die Gelegenheit, zu Erstligist Oțelul Galați zu wechseln. Dort hatte er von Anfang an einen Stammplatz inne, konnte jedoch seine Trefferquote nicht wiederholen. Seine erfolgreichste Spielzeit spielte er 2010/11, als er acht Treffer zum Gewinn der Meisterschaft beisteuerte. In der Champions League gelang ihm im Spiel gegen den FC Basel der erste Treffer seiner Elf. Im Januar 2013 wechselte er zum FK Baku nach Aserbaidschan. Nach eineinhalb Jahren kehrte er nach Rumänien zurück, wo er erneut bei Concordia Chiajna anheuerte.
Bei Concordia Chiajna spielte Pena von 2014 bis 2018 in der ersten und zweiten rumänischen Liga. In dieser Zeit war er ein fester Bestandteil des Kaders und trug zum Klassenerhalt sowie zu mehreren Spielzeiten im Mittelfeld der Liga bei. Nach der Saison 2017/18 beendete Pena seine aktive Karriere als Fußballspieler.
Nach seinem Karriereende blieb er Concordia Chiajna erhalten und ist seitdem in verschiedenen Funktionen im Trainerteam tätig. Unter anderem war er ab 2024 als Co-Trainer beziehungsweise Assistenztrainer der ersten Mannschaft aktiv.

## Erfolge
- Rumänischer Meister: 2011